# Blaesoxipha robacki
Blaesoxipha robacki är en tvåvingeart som beskrevs av Guilherme A.M. Lopes och Teixeira Alves 1988. Blaesoxipha robacki ingår i släktet Blaesoxipha och familjen köttflugor.
Artens utbredningsområde är Panama. Inga underarter finns listade i Catalogue of Life.